# Heeswijk
Heeswijk è una località dei Paesi Bassi che si trova nella provincia del Nord Brabante nel sud del paese.

## Storia
Heeswijk è stata una municipalità a sé stante fino al 1969, quando si fuse con il vicino villaggio di Dinther. Dal 1 gennaio 1994 è entrata a far parte della municipalità di Bernheze, che comprende Heesch, Heeswijk-Dinther, Loosbroek, Nistelrode e Vorstenbosch.
Nel suo territorio si trova l'abbazia di Berne.